# Vespertilionidae
Vespertilionidae é uma família de morcegos pertencente à subordem Microchiroptera. Possui cerca de 300 espécies, distribuídas por todo o mundo, muitas delas nativas da Europa e América do Norte.
A maioria é insectívora, Alguns géneros, como Myotis e Pizonyx possuem espécies que caçam peixes. Espécies do género Nyctalus podem apanhar, ocasionalmente, aves em pleno voo.
Depende essencialmente da ecolocação, mas carecem dos narizes alargados que alguns morcegos utilizam para amplificar o sistema de ultrassom. Emitem este tipo de vocalizações pela boca. Em compensação, estas espécies possuem orelhas de dimensões relativamente grandes.
A habilidade de voo é variável. Os membros do género Pipistrellus adoptam um tipo de voo semelhante aos dos insectos. Outros géneros, como Lasiurus, Nyctalus e Miniopteris, possuem voo rápido e asas grandes.
Possuem um comprimento que varia de 3 a 13 cm.

## Classificação
Tradicionalmente cinco subfamílias foram reconhecidas na década de 1990: Vespertilioninae, Myotinae, Miniopterinae, Murininae e Kerivoulinae. Na década de 2000, uma sexta subfamília foi reconhecida, a Antrozoinae. Estudos moleculares excluíram a subfamília Miniopterinae de Vespertilionidae, elevando-a a categoria de família. A subfamília Antrozoinae foi reduzida a categoria de tribo e pertence a subfamília Vespertilioninae. O gênero Cistugo pertencente a subfamília Myotinae foi excluído da famílias e pertence agora a uma família própria, Cistugidae.

### Sistemática
Arranjo sistemático da família:
Família Vespertilionidae Gray, 1821
- Subfamília Vespertilioninae Gray, 1821
  - Tribo Vespertilionini incertae sedis (inclui Nyctophilini e Plecotini) [gêneros com posição não resolvida]
    - Gênero Barbastella Gray, 1821
    - Gênero Corynorhinus H. Allen, 1865
    - Gênero Euderma H. Allen, 1892
    - Gênero Eudiscopus Conisbee, 1953
    - Gênero Falsistrellus Troughton, 1943
    - Gênero Glischropus Dobson, 1875
    - Gênero Hesperoptenus Peters, 1869
    - Gênero Ia Thomas, 1902
    - Gênero Idionycteris Anthony, 1923
    - Gênero Mimetillus Thomas, 1904
    - Gênero Nyctophilus Leach, 1821
    - Gênero Otonycteris Peters, 1859
    - Gênero Pharotis Thomas, 1914
    - Gênero Philetor Thomas, 1902
    - Gênero Plecotus É. Geoffroy, 1818
    - Gênero Scoteanax Troughton, 1943
    - Gênero Scotorepens Troughton, 1943
    - Gênero Scotozous Dobson, 1875

  - Tribo Antrozoini Miller, 1897
    - Gênero Antrozous H. Allen, 1862
    - Gênero Baeodon Miller, 1906
    - Gênero Bauerus Van Gelder, 1959
    - Gênero Rhogeessa H. Allen, 1866

  - Tribo Eptesicini Volleth & Heller, 1994 + Nycticeiini Gervais, 1855 [arranjo tribal não resolvido]
    - Gênero Arielulus Harrison e Hill, 1987
    - Gênero Eptesicus Rafinesque, 1820
    - Gênero Glauconycteris Dobson, 1875
    - Gênero Histiotus Gervais, 1855
    - Gênero Lasionycteris Peters, 1866
    - Gênero Niumbaha Reeder, Helgen, Vodzak, Lunde & Ejotre, 2013
    - Gênero Nycticeius Rafinesque, 1819
    - Gênero Scotomanes Dobson, 1875

  - Tribo "Hypsugine group"
    - Gênero Chalinolobus Peters, 1866
    - Gênero Hypsugo Kolenati, 1956
    - Gênero Laephotis Thomas, 1901
    - Gênero Neoromicia Roberts, 1926
    - Gênero Nycticeinops Hill & Harrison, 1987
    - Gênero Tylonycteris Peters, 1872
    - Gênero Vespadelus Troughton, 1943

  - Tribo Lasiurini Tate, 1942
    - Gênero Lasiurus Gray, 1831

  - Tribo "Perimyotine group"
    - Gênero Parastrellus Hoofer, Van Den Bussche & Horáček, 2006
    - Gênero Perimyotis Menu, 1984

  - Tribo Scotophilini Hill & Harrison, 1987
    - Gênero Scotophilus Leach, 1821

  - Tribo Vespertilionini Gray, 1821 (inclui Pipistrellini Tate, 1942)
    - Gênero Nyctalus Bowdich, 1825
    - Gênero Pipistrellus Kaup, 1829
    - Gênero Scotoecus Thomas, 1901
    - Gênero Vespertilio Linnaeus, 1758
- Subfamília Myotinae Tate, 1942
  - Gênero Myotis Kaup, 1829
- Subfamília Murininae Miller, 1907
  - Gênero Harpiocephalus Gray, 1842
  - Gênero Harpiola Thomas, 1915
  - Gênero Murina Gray, 1842
- Subfamília Kerivoulinae Miller, 1907
  - Gênero Kerivoula Gray, 1842
  - Gênero Phoniscus Miller, 1905

### Gêneros fósseis
Os seguintes gêneros fósseis são atribuídos à família:
- - Gênero †Karstala Czaplewski & Morgan, 2001
  - Gênero †Shanwangia Yang, 1977
  - Gênero †Potamonycteris Czaplewski, 1991
  - Gênero †Plionycteris Lindsay & Jacobs, 1985
  - Gênero †Miomyotis Lawrence, 1943
  - Gênero †Chamtwaria Butler, 1984
  - Gênero †Samonycteris Revilliod 1922
  - Gênero †Oligomyotis Galbreath, 1962
  - Gênero †Suaptenos Lawrence, 1943
  - Gênero †Stehlinia Revilliod, 1919
  - Gênero †Ancenycteris Sutton & Genoways, 1974
  - Gênero †Paleptesicus Zapfe, 1970
  - Gênero †Pleistomyotis Kuramoto & Yoon, 1983
  - Gênero †Anzanycteris White, 1969